# Tag des Buches

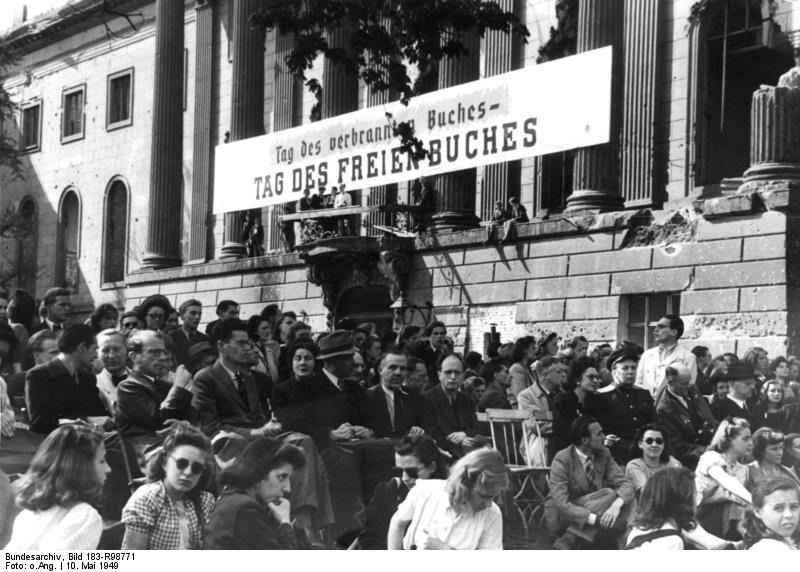
Kundgebung zum Tag des freien Buches vor der Humboldt-Universität Berlin 1949

Der Tag des (freien) Buches ist ein Gedenktag in Deutschland.
Er wurde erstmals 1929 durchgeführt.
Zwischen 1934 und 1942 wurde die Veranstaltung von den Nationalsozialisten als Woche des deutschen Buches fortgeführt.
Am 10. Mai 1947 begingen Kulturvertreter sämtlicher vier Sektoren in Berlin den Tag als Gedenktag, um an die Bücherverbrennung 1933 in Deutschland zu erinnern. Im sowjetischen Sektor und später in der DDR wurde er als „Tag des freien Buches“ weitergeführt.
In der Bundesrepublik wurde er 1983 als „Tag des Buches“ u. a. durch den Börsenverein des Deutschen Buchhandels wieder eingeführt.